# Robert Slippens
Robert Slippens (né le 3 mai 1975 à Opmeer) est un coureur cycliste et entraîneur néerlandais. Spécialiste de la piste, il compte plusieurs victoires sur des compétitions de Six jours avec Danny Stam.

## Biographie
Robert Slippens commence sa carrière en 1999 au sein de l'équipe AXA. Aux mondiaux sur piste de 2004, il remporte deux médailles : l'argent sur le scratch et le bronze sur l'américaine avec Danny Stam. Un an plus tard, il décroche également la médaille d'argent sur l'américaine avec Stam aux mondiaux 2005 de Los Angeles. Il a également eu beaucoup de succès avec lui dans les courses de six jours. Lors de la saison 2005-2006, ils gagnent ensemble quatre « Six jours » et ils ont remporté un total de onze courses de six jours.
Slippens participe à quatre reprises aux Jeux olympiques. En 1996, il est 12e de la poursuite par équipes, en 2000 il se classe 7e de la poursuite par équipes et 8e de l'américaine, en 2004 il est 14e de l'américaine. Pour ses derniers Jeux, en 2008, il prend la 5e place de la poursuite par équipes.
Le 29 août 2006, il est victime d'un grave accident lors d'une course sur route en Belgique. Il se casse la clavicule, dix côtes et se déchire les poumons. L'hiver suivant, il doit renoncer aux courses de six jours.
Le 3 décembre 2008, il annonce à 33 ans sa retraite comme coureur, car il ne s'est jamais entièrement remis des conséquences de sa grave chute de 2006. Il devient alors jusqu'en 2012 entraîneur national d'endurance au sein de la Fédération néerlandaise de cyclisme, l'Union royale néerlandaise de cyclisme. Après cette expérience, il travaille comme entrepreneur indépendant et entraineur. En 2018, il est nommé au conseil d'administration  de l'Union royale néerlandaise de cyclisme.

## Palmarès

### Jeux olympiques
- Atlanta 1996
  - 12e de la poursuite par équipes
- Sydney 2000
  - 7e de la poursuite par équipes
  - 8e de l'américaine
- Athènes 2004
  - 14e de l'américaine
- Pékin 2008
  - 5e de la poursuite par équipes

### Championnats du monde
- Melbourne 2004
  -  Médaillé d'argent du scratch
  -  Médaillé de bronze de l'américaine
- Los Angeles 2005 
  -  Médaillé d'argent de l'américaine

### Championnats nationaux
- Champion des Pays-Bas du kilomètre en 1996 et 2000
- Champion des Pays-Bas de poursuite en 1998, 2000, 2001 et 2002
- Champion des Pays-Bas de l'américaine en 2000 et 2004 (avec Danny Stam)
- Champion des Pays-Bas des 50 km en 2000
- Champion des Pays-Bas de la course aux points en 2001

### Coupe du monde
- 2002
  - 1er du scratch à Sydney
  - 2e du scratch à Monterrey
  - 3e de l'américaine à Sydney
- 2003
  - 1er du scratch à Moscou
  - 2e de l'américaine à Moscou
- 2004
  - 1er du scratch à Sydney

### Six jours

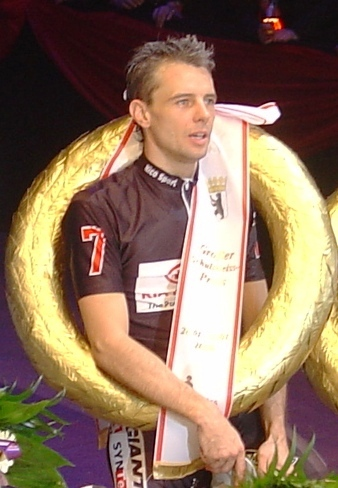
Slippens aux Six jours de Berlin 2008.

- Six jours d'Amsterdam en 2003, 2004 et 2008 (avec Danny Stam)
- Six jours de Brême en 2003 et 2006 (avec Danny Stam)
- Six jours de Gand en 2004 (avec Danny Stam)
- Six jours de Rotterdam en 2005 et 2006 (avec Danny Stam)
- Six jours de Berlin en 2006 (avec Danny Stam)
- Six jours de Copenhague en 2006 (avec Danny Stam)
- Six jours de Zuidlaren en 2008 (avec Danny Stam)

### Championnat d'Europe
- 1995
  -  Champion d'Europe de vitesse par équipes
- 2001
  -  Médaillé d'argent de la course derrière derny
- 2002
  -  Champion d'Europe de l'américaine (avec Danny Stam)
- 2003
  -  Médaillé d'argent de l'américaine
  -  Médaillé de bronze de la course derrière derny